# Sistema de numeração da AMDF
O Sistema de numeração da AMDF, conhecido abrevidamente por WNS (WAPD Numbering System) é um sistema de referenciação dos selos postais emitidos pelos membros da União Postal Universal, em funcionamento a partir de 1 de janeiro de 2002.
O WNS é monitorado pela AMDF, a Associação Mundial para o Desenvolvimento da Filatelia, sendo a sua lista de selos compilada a partir das declarações de emissão das administrações postais dos países aderentes. A publicação é feita num sítio Internet oficial, onde se podem pesquisar selos por país de emissão, data, tema ou palavras chave. O principal objectivo do WNS é proporcionar aos comerciantes e colecionadores de selos um catálogo filatélico de todos os selos oficiais, combatendo assim as emissões "ilegais" de selos, não autorizadas pelas administrações postais.

## Sistema de numeração WNS
Após a declaração de emissão por uma administração postal, cada selo é classificado com um número WNS  com base em quatro critérios específicos:
- design
- valor facial ou tarifa
- colorimetria
- formato

Sempre que haja alteração de um dos critérios acima, o selo recebe um número WNS diferente. A data de emissão e o tipo de objecto filatélico que o contem (folha, bloco, minibloco, etc.) não são tidos em consideração na atribuição do número.
O formato do número WNS é o seguinte:
CC999.AA
- CC - código do país ou região de acordo com a norma ISO 3166-1 alpha-2,
- 999 - número sequencial dentro do ano de emissão,
- AA - ano de emissão.

Como exemplo, o selo PT003.09 é o selo de 47 cêntimos da série "10 anos do euro" de Portugal.